# Inter Ikea Systems

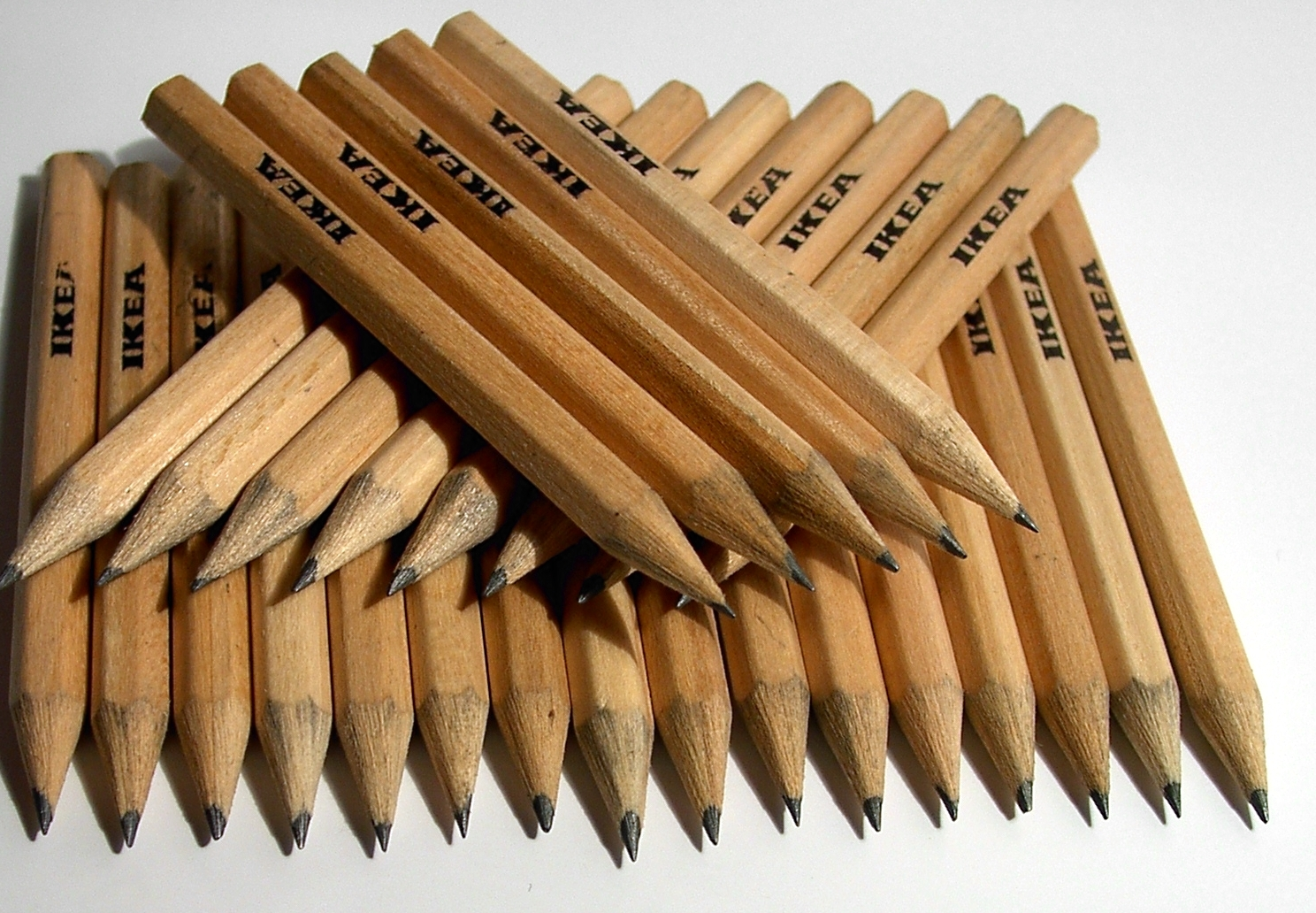

Inter Ikea Systems B.V. är ett privatägt nederländskt detaljhandels- och finansföretag.
Inter Ikea Systems äger de immateriella rättigheterna för "Ikea-konceptet", såsom varumärken och produktformgivning, och är franchisegivare till de Ikea-varuhus som finns inom Ikea-koncernen och de som drivs av Ikea-externa franchisetagare Royalties utgör 3 % av omsättningen i varuhusen.
Företaget bedriver också finansiell verksamhet och har kontor i Leiden samt i Waterloo i Belgien.

## Ägande
Inter Ikea Systems B.V. ägs av Inter Ikea S.A. i Luxemburg. Detta företag har ingen verksamhet.
Inter Ikea S.A. är i sin tur helägt av stiftelsen Interogo i Liechtenstein.